# Ablain-Saint-Nazaire
Pour les articles homonymes, voir Saint-Nazaire (homonymie).
Ablain-Saint-Nazaire est une commune française située dans le département du Pas-de-Calais en région Hauts-de-France. Les habitants de la commune sont appelés les Ablainois.
La commune abrite la nécropole nationale de Notre-Dame-de-Lorette où reposent 45 000 combattants de la Première Guerre mondiale ainsi que l'Anneau de la Mémoire, mémorial sur lequel sont gravés les noms de 579 620 soldats de toutes les nationalités morts en Flandre française et en Artois pendant la Première Guerre mondiale.

## Géographie

### Localisation
La commune d'Ablain-Saint-Nazaire est située à 12 km au nord de la ville d'Arras, à 11 km à l'ouest de Lens et à 20 km au sud de Béthune.
Le territoire de la commune est limitrophe de ceux de cinq communes.
Les communes limitrophes sont Aix-Noulette, Carency, Souchez, Bouvigny-Boyeffles et Gouy-Servins.

### Géologie et relief

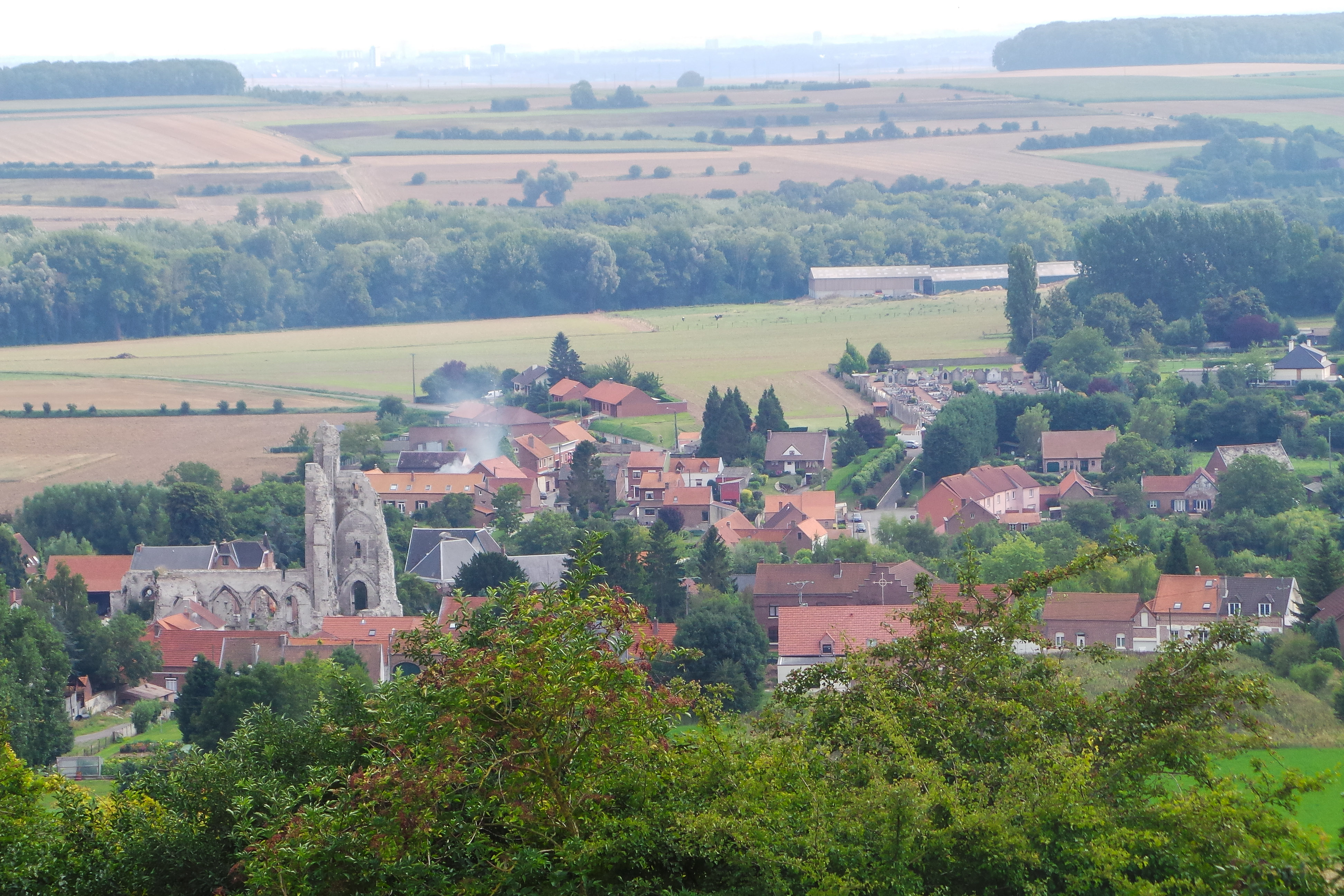
Vue d'Ablain-Saint-Nazaire depuis la colline de Lorette.

La superficie de la commune est de 9,85 km2 ; son altitude varie de 77  à   188 mètres. Elle est installée dans le limon argilo-sableux alors que le mont de Lorette est constitué d'une terre à silex ou bief.

### Hydrographie
La commune, située dans le bassin Artois-Picardie, est, selon le Service d'administration nationale des données et référentiels sur l'eau (Sandre), drainée par la rivière Souchez un cours d'eau naturel et un canal de 13,6 km, qui prend sa source dans la commune et se jette dans le canal de Lens au niveau de la commune de Lens.

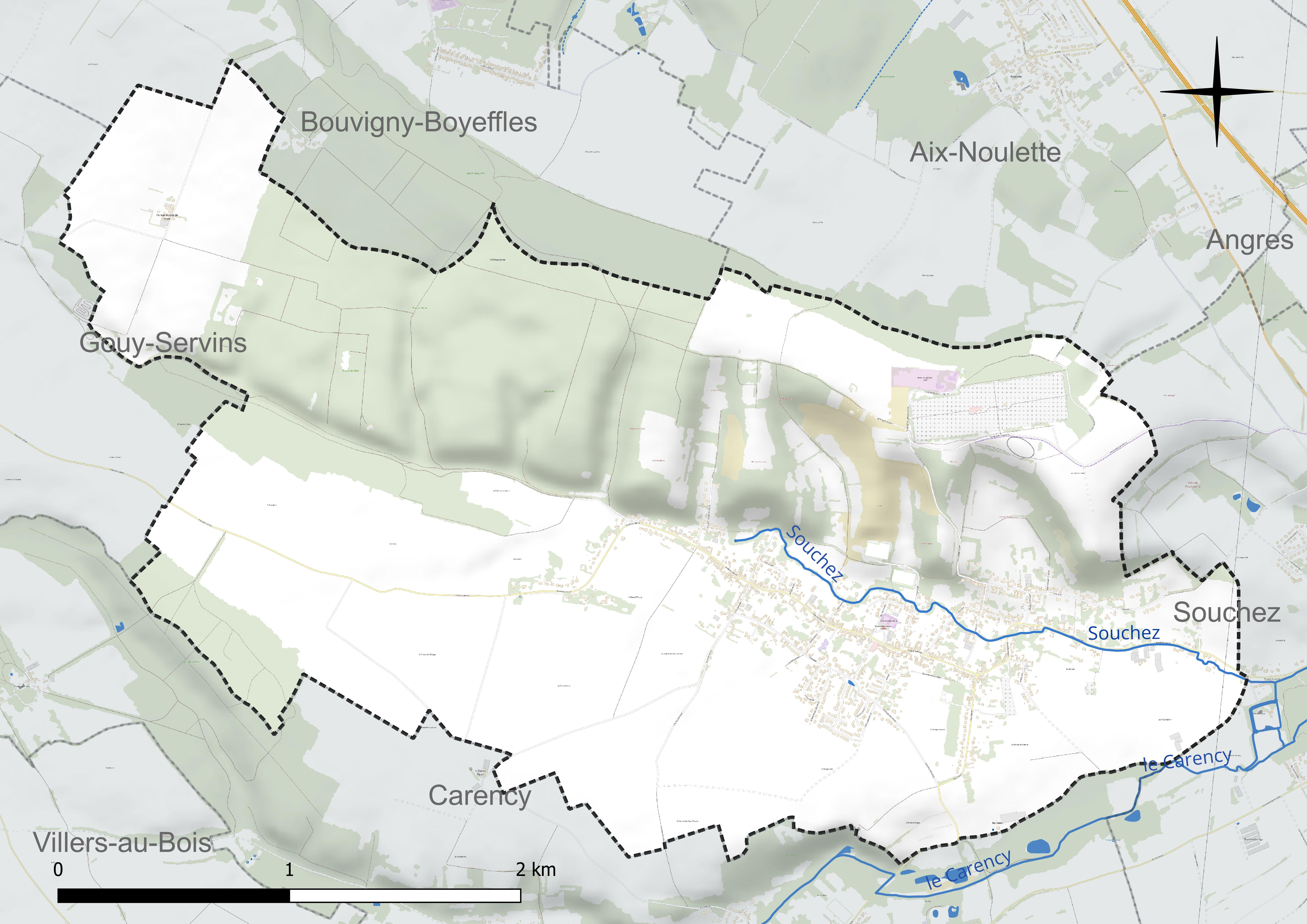
Réseau hydrographique d'Ablain-Saint-Nazaire.

### Climat
Pour des articles plus généraux, voir Climat des Hauts-de-France et Climat du Pas-de-Calais.
En 2010, le climat de la commune est de type climat océanique dégradé des plaines du Centre et du Nord, selon une étude du CNRS s'appuyant sur une série de données couvrant la période 1971-2000. En 2020, Météo-France publie une typologie des climats de la France métropolitaine dans laquelle la commune est exposée à un climat océanique et est dans la région climatique Nord-est du bassin Parisien, caractérisée par un ensoleillement médiocre, une pluviométrie moyenne régulièrement répartie au cours de l’année et un hiver froid (3 °C).
Pour la période 1971-2000, la température annuelle moyenne est de 10 °C, avec une amplitude thermique annuelle de 13,9 °C. Le cumul annuel moyen de précipitations est de 830 mm, avec 12,6 jours de précipitations en janvier et 8,4 jours en juillet. Pour la période 1991-2020, la température moyenne annuelle observée sur la station météorologique la plus proche, située sur la commune de Wancourt à 20 km à vol d'oiseau, est de 10,8 °C et le cumul annuel moyen de précipitations est de 711,4 mm,. Pour l'avenir, les paramètres climatiques de la commune estimés pour 2050 selon différents scénarios d'émission de gaz à effet de serre sont consultables sur un site dédié publié par Météo-France en novembre 2022.

### Milieux naturels et biodiversité

#### Zone naturelle d'intérêt écologique, faunistique et floristique
L’inventaire des zones naturelles d'intérêt écologique, faunistique et floristique (ZNIEFF) a pour objectif de réaliser une couverture des zones les plus intéressantes sur le plan écologique, essentiellement dans la perspective d’améliorer la connaissance du patrimoine naturel national et de fournir aux différents décideurs un outil d’aide à la prise en compte de l’environnement dans l’aménagement du territoire.
Le territoire communal comprend une ZNIEFF de type 1 : le coteau d'Ablain-St-Nazaire à Bouvigny-Boyeffles et bois de la Haie. Ce site est composé d’une mosaïque de végétations neutrophiles à calcicoles sur un relief fortement marqué par la présence de vastes coteaux crayeux du Sénonien et du Turonien au nord d’Ablain-St-Nazaire.

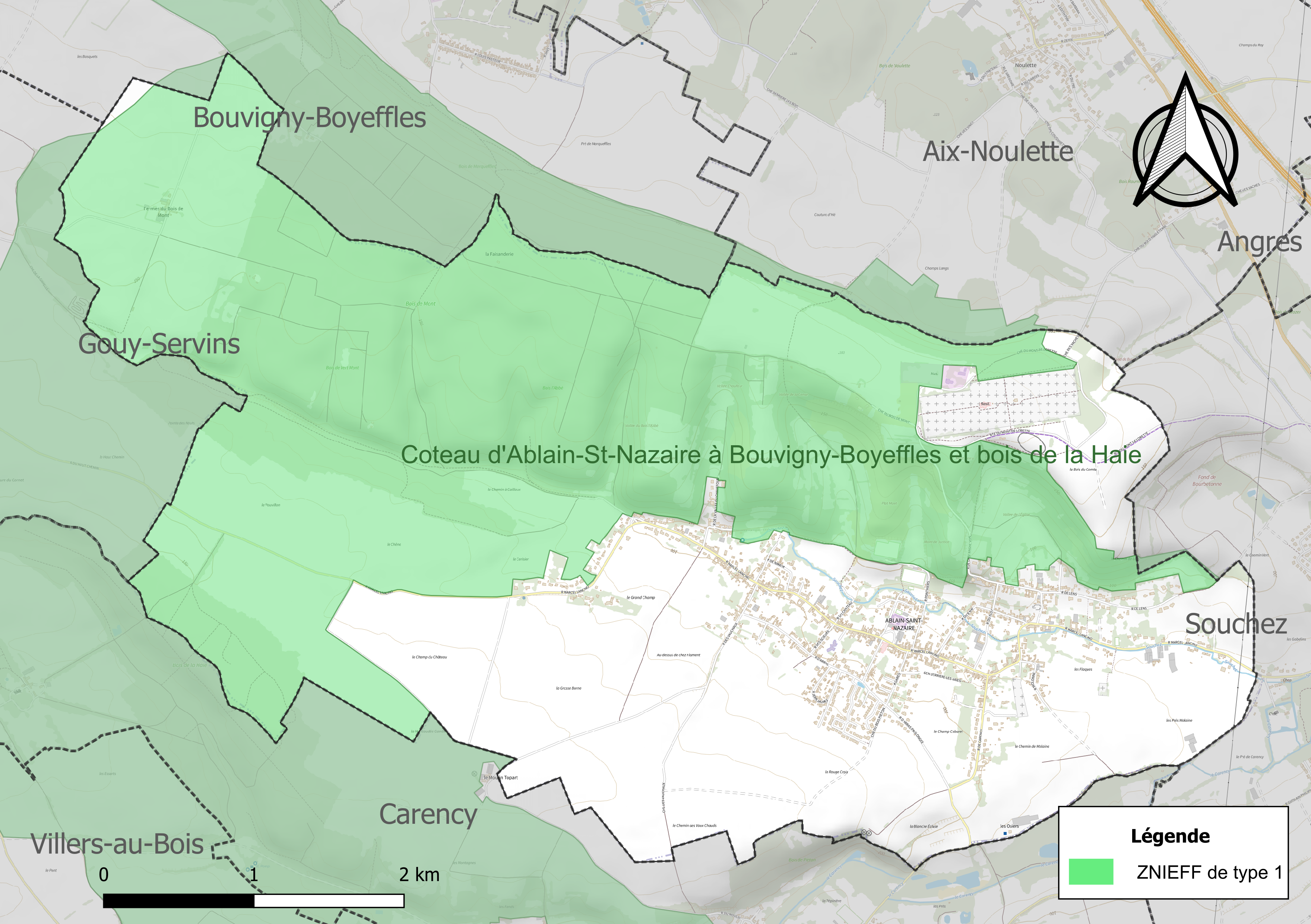
Carte de ZNIEFF sur la commune.

## Urbanisme

### Typologie
Au 1er janvier 2024, Ablain-Saint-Nazaire est catégorisée ceinture urbaine, selon la nouvelle grille communale de densité à sept niveaux définie par l'Insee en 2022.
Elle appartient à l'unité urbaine de Douai-Lens, une agglomération inter-départementale regroupant 67  communes, dont elle est une commune de la banlieue,,. Par ailleurs la commune fait partie de l'aire d'attraction de Lens - Liévin, dont elle est une commune de la couronne,. Cette aire, qui regroupe 50 communes, est catégorisée dans les aires de 200 000 à moins de 700 000 habitants,.

### Occupation des sols
L'occupation des sols de la commune, telle qu'elle ressort de la base de données européenne d’occupation biophysique des sols Corine Land Cover (CLC), est marquée par l'importance des territoires agricoles (59,4 % en 2018), une proportion identique à celle de 1990 (59,4 %). La répartition détaillée en 2018 est la suivante : 
terres arables (50,6 %), forêts (25 %), zones urbanisées (10,5 %), zones agricoles hétérogènes (8,8 %), milieux à végétation arbustive et/ou herbacée (2,6 %), espaces verts artificialisés, non agricoles (2,5 %). L'évolution de l’occupation des sols de la commune et de ses infrastructures peut être observée sur les différentes représentations cartographiques du territoire : la carte de Cassini (XVIIIe siècle), la carte d'état-major (1820-1866) et les cartes ou photos aériennes de l'IGN pour la période actuelle (1950 à aujourd'hui).

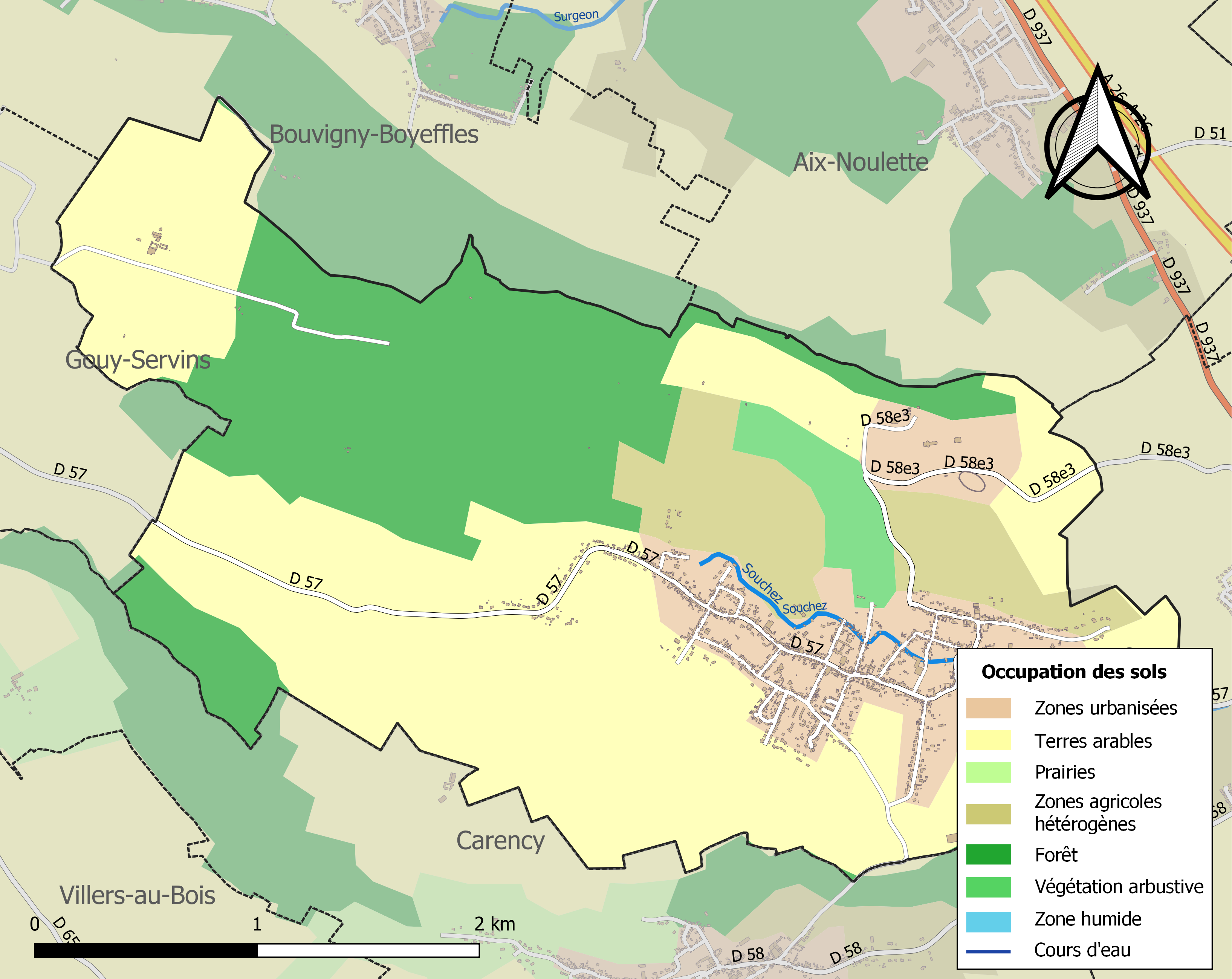
Carte des infrastructures et de l'occupation des sols de la commune en 2018 (CLC).

### Voies de communication et transports

#### Transport ferroviaire
La commune était desservie, de 1895 à 1948, par la ligne de chemin de fer Lens - Frévent, une ancienne ligne de chemin de fer qui reliait les communes de Lens et de Frévent.

## Toponymie

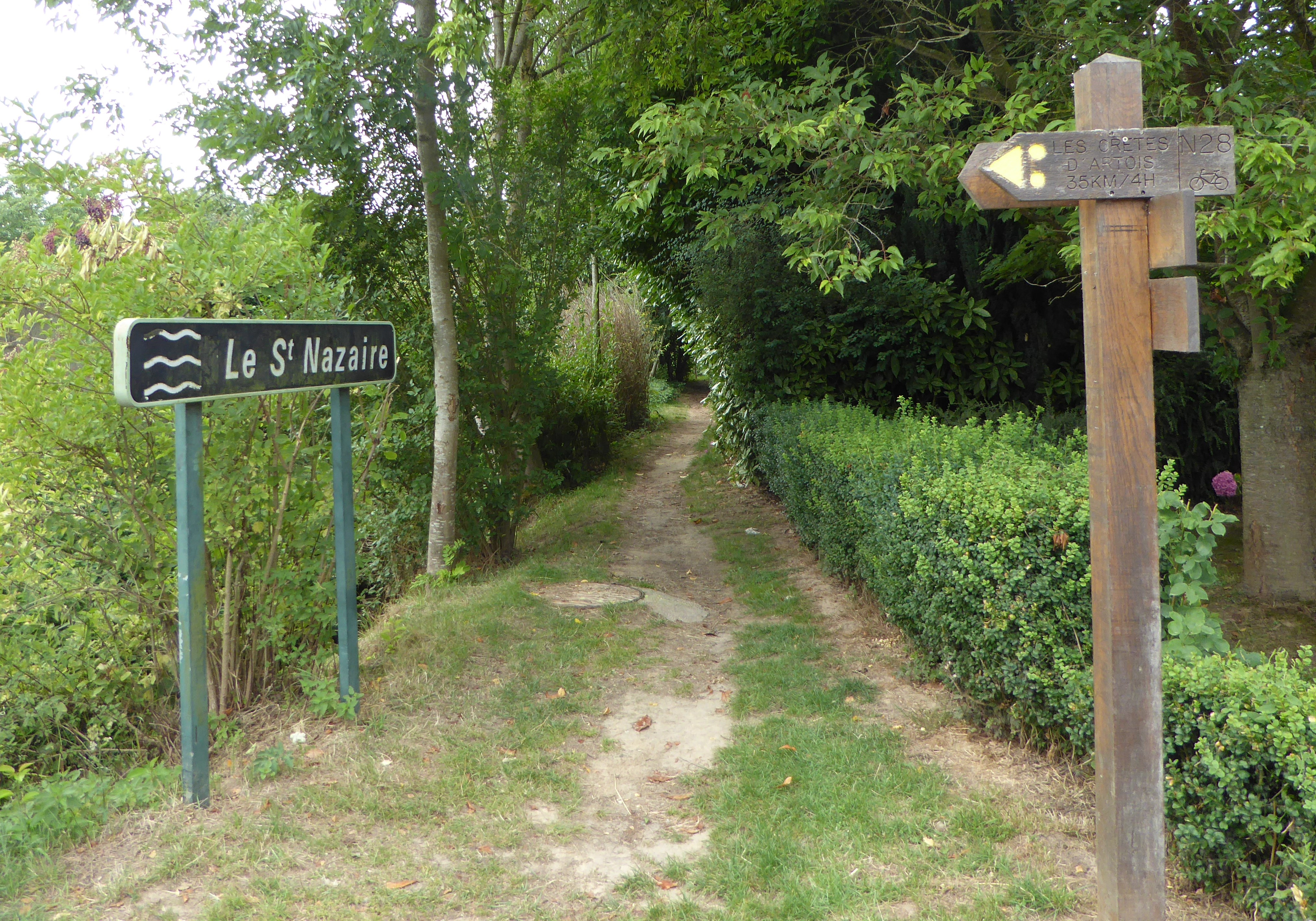
Plaque signalétique du Saint-Nazaire.

Le nom de la localité est attesté sous les formes Aplinium en 890, Ablenc et Ableng en 1065,  Ableing en 1069, Ablem en 1110, Ablain, Ablain-Saint-Nazaire en 1720.
Quant à Saint-Nazaire, il faudra attendre 1485 et le cartulaire de l'abbaye de Mareuil pour le voir signalé. Saint Nazaire, évangélisateur de la Gaule, est un martyr du Ier siècle décapité à Milan.
Durant la Révolution, la commune porte le nom d'Ablain-lez-Montagne,.

## Histoire

### Époque moderne
Sur le mont Coquaine, fut édifié, en 1727, un oratoire dédié à Notre-Dame de Lorette. Ce fut à l'initiative du peintre Florent Guilbert, originaire d'Ablain-Saint-Nazaire qu'il fut construit, en remerciement de sa guérison lors d'un pèlerinage à Loreto dans la région des Marches. L'oratoire devint un lieu de pèlerinage fréquenté par les habitants des environs et au nom originel se substitua celui de Notre-Dame de Lorette.

### Époque contemporaine
L'oratoire fut détruit en 1794 pendant la Révolution française, mais les fidèles continuèrent à se recueillir sous un tilleul situé à proximité.
En 1815, le curé d'Ablain-Saint-Nazaire obtint du préfet du Pas-de-Calais et de l'évêque d'Arras l'autorisation de reconstruire une chapelle qui fut ouverte au culte, le 8 septembre 1819. Le succès fut au rendez-vous, les pèlerins affluèrent et la chapelle fut agrandie.
En mai 1915, au cours de la Première Guerre mondiale, la chapelle fut détruite.

#### Première Guerre mondiale

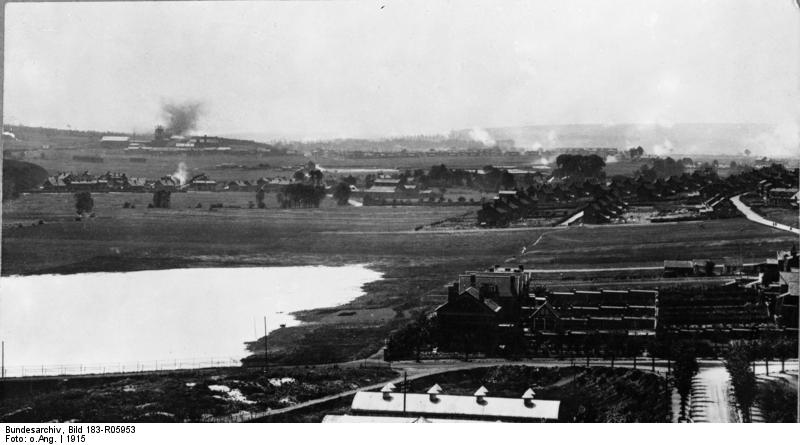
Début du feu roulant lancé par les Allemands sur la colline de Lorette en 1915.

D'octobre 1914 à octobre 1915, la colline de Lorette, située sur le territoire d'Ablain-Saint-Nazaire, est l'objet de luttes farouches entre l'armée française et l'armée allemande. Cette position dominante, qui ne s'élève qu'à 165 m au-dessus du niveau de la mer, offre un observatoire exceptionnel sur le bassin minier au nord, et la plaine d'Arras au sud. En une année, 188 000 soldats, dont 100 000 français, sont morts pour défendre ou prendre « l'éperon de Notre-Dame-de-Lorette ».
Le président du conseil Georges Clemenceau visite Béthune, Souchez, Ablain-Saint-Nazaire, Vimy, Roclincourt, communes non tenues par les Allemands, le 25 février 1918.
La commune est décorée de la croix de guerre 1914-1918 par décret du 10 août 1920, distinction également attribuée à 276 autres communes du Pas-de-Calais.

#### Entre-deux-guerres
Immédiatement après la Première Guerre mondiale, le site de la colline de Notre-Dame-de-Lorette est choisi pour rassembler les dépouilles de soldats provenant de plus de 150 cimetières de l'Artois et des Flandres françaises. Le site est ensuite remanié et c'est en 1925 que la Nécropole nationale de Notre-Dame-de-Lorette est inaugurée.
La chapelle fut reconstruite au sein de la nécropole nationale de Notre-Dame-de-Lorette et inaugurée le 2 août 1925 par le président du Conseil Paul Painlevé.

#### XXIesiècle
Par arrêté préfectoral du 20 décembre 2016, la commune est détachée le 1er janvier 2017 de l'arrondissement d'Arras pour intégrer l'arrondissement de Lens.

## Politique et administration

### Découpage territorial
La commune d'Ablain-Saint-Nazaire se situe dans le département du Pas-de-Calais et fait partie de la région Hauts-de-France. Elle appartient à l'arrondissement de Lens (à 12 km).

#### Circonscriptions administratives
La commune est rattachée au Canton de Bully-les-Mines (à 9 km).

#### Commune et intercommunalités
La commune fait partie de la communauté d'agglomération de Lens-Liévin qui regroupe 36 communes (Ablain-Saint-Nazaire, Acheville, Aix-Noulette, Angres, Annay, Avion, Bénifontaine, Billy-Montigny, Bouvigny-Boyeffles, Bully-les-Mines, Carency, Éleu-dit-Leauwette, Estevelles, Fouquières-lès-Lens, Givenchy-en-Gohelle, Gouy-Servins, Grenay, Harnes, Hulluch, Lens, Liévin, Loison-sous-Lens, Loos-en-Gohelle, Mazingarbe, Méricourt, Meurchin, Noyelles-sous-Lens, Pont-à-Vendin, Sains-en-Gohelle, Sallaumines, Servins, Souchez, Vendin-le-Vieil, Villers-au-Bois, Vimy et Wingles) et compte 242 587 habitants en 2021.

#### Circonscriptions électorales
Pour l'élection des députés, la commune fait partie de la deuxième circonscription du Pas-de-Calais.

### Élections municipales et communautaires

#### Liste des maires
| Période                                  | Période                   | Identité               | Étiquette | Qualité                                           |
| ---------------------------------------- | ------------------------- | ---------------------- | --------- | ------------------------------------------------- |
| Les données manquantes sont à compléter. |                           |                        |           |                                                   |
| 1836                                     | 1846                      | Antoine Joseph Flament |           |                                                   |
| Les données manquantes sont à compléter. |                           |                        |           |                                                   |
| 1925                                     | 1941 (révoqué)            | Marcel Lancino         | SFIO      |                                                   |
| mai 1945                                 | 9 juin 1945               | Marcel Lancino         | SFIO      | Résistant, mort en 1944, élu maire en son absence |
| juin 1945                                |                           | Constant Lherbier      |           |                                                   |
| mars 1989                                | juin 1995                 | Jean Haccart           |           |                                                   |
| juin 1995                                | mai 2020                  | Dominique Robillart    | DVD       |                                                   |
| mai 2020                                 | 2022                      | Éric Sevin             |           | Commerçant                                        |
| décembre 2022                            | En cours (au 18 mai 2023) | Philippe Vantorre      |           | Ancien agriculteur                                |

### Autres élections

#### Élections européennes de 2019
Lors des élections européennes de 2019, le taux de participation d'Ablain St Nazaire est supérieur à la moyenne (62,58 % contre 50,12 % au niveau national). La liste du Rassemblement national arrive en tête avec 24,76 % des suffrages, contre 23,31 % au niveau national. La liste de la République en Marche obtient 18,51 % des voix, contre 22,41 % au niveau national. La liste d'Europe Écologie Les Verts réalise un score de 16,35 % des votes, contre 13,48 % au niveau national. La liste des Républicains fait un score de 9,81 % des suffrages, contre 8,48 % au niveau national. La liste de la France insoumise obtient 6,13 % des voix, contre 6,31 % au niveau national. La liste de Debout la France réalise un score de 5,89 % des votes, contre 3,51 % au niveau national. Les autres listes obtiennent des scores inferieurs à 5 %.

#### Élection présidentielle de 2012
Le résultat de l'élection présidentielle de 2012 dans cette commune est le suivant :
| Candidat       | Candidat                    | Premier tour | Premier tour | Second tour | Second tour |
| Candidat       | Candidat                    | Voix         | %            | Voix        | %           |
| -------------- | --------------------------- | ------------ | ------------ | ----------- | ----------- |
|                | Eva Joly (EÉLV)             | 9            | 0,74         |             |             |
|                | Marine Le Pen (FN)          | 232          | 18,99        |             |             |
|                | Nicolas Sarkozy (UMP)       | 348          | 28,48        | 585         | 49,49       |
|                | Jean-Luc Mélenchon (FG)     | 130          | 10,64        |             |             |
|                | Philippe Poutou (NPA)       | 17           | 1,39         |             |             |
|                | Nathalie Arthaud (LO)       | 7            | 0,57         |             |             |
|                | Jacques Cheminade (SP)      | 3            | 0,25         |             |             |
|                | François Bayrou (MoDem)     | 104          | 8,51         |             |             |
|                | Nicolas Dupont-Aignan (DLR) | 29           | 2,37         |             |             |
|                | François Hollande (PS)      | 343          | 28,07        | 597         | 50,51       |
|                |                             |              |              |             |             |
| Inscrits       | Inscrits                    | 1 468        | 100,00       | 1 468       | 100,00      |
| Abstentions    | Abstentions                 | 220          | 14,99        | 219         | 14,92       |
| Votants        | Votants                     | 1 248        | 85,01        | 1 249       | 85,08       |
| Blancs et nuls | Blancs et nuls              | 26           | 2,08         | 67          | 5,36        |
| Exprimés       | Exprimés                    | 1 222        | 97,92        | 1 182       | 94,64       |

#### Élection présidentielle de 2017
Le résultat de l'élection présidentielle de 2017 dans cette commune est le suivant :
| Candidat    | Candidat                    | Premier tour | Premier tour | Deuxième tour | Deuxième tour |  |
| Candidat    | Candidat                    | %            | Voix         | %             | Voix          |  |
| ----------- | --------------------------- | ------------ | ------------ | ------------- | ------------- |  |
|             | Nicolas Dupont-Aignan (DLF) | 5,23         | 63           |               |               |  |
|             | Marine Le Pen (FN)          | 24,90        | 300          | 41,74         | 445           |  |
|             | Emmanuel Macron (EM)        | 22,66        | 273          | 58,26         | 621           |  |
|             | Benoît Hamon (PS)           | 5,31         | 64           |               |               |  |
|             | Nathalie Arthaud (LO)       | 0,75         | 9            |               |               |  |
|             | Philippe Poutou (NPA)       | 0,58         | 7            |               |               |  |
|             | Jacques Cheminade (SP)      | 0,25         | 3            |               |               |  |
|             | Jean Lassalle (RES)         | 0,75         | 9            |               |               |  |
|             | Jean-Luc Mélenchon (LFI)    | 18,34        | 221          |               |               |  |
|             | François Asselineau (UPR)   | 0,50         | 6            |               |               |  |
|             | François Fillon (LR)        | 20,75        | 250          |               |               |  |
|             |                             |              |              |               |               |  |
| Inscrits    | Inscrits                    | 1 485        | 100,00       | 1 485         | 100,00        |  |
| Abstentions | Abstentions                 | 252          | 16,97        | 272           | 18,32         |  |
| Votants     | Votants                     | 1 233        | 83,03        | 1 213         | 81,68         |  |
| Blancs      | Blancs                      | 21           | 1,70         | 90            | 7,42          |  |
| Nuls        | Nuls                        | 7            | 0,57         | 57            | 4,70          |  |
| Exprimés    | Exprimés                    | 1 205        | 97,73        | 1 066         | 87,88         |  |

## Équipements et services publics

### Justice, sécurité, secours et défense
La commune dépend du tribunal judiciaire d'Arras, du conseil de prud'hommes d'Arras, de la cour d'appel de Douai, du tribunal de commerce d'Arras, du tribunal administratif de Lille, de la cour administrative d'appel de Douai et du tribunal pour enfants d'Arras.

## Population et société

### Démographie
Les habitants de la commune sont appelés les Ablainois.

#### Évolution démographique
L'évolution du nombre d'habitants est connue à travers les recensements de la population effectués dans la commune depuis 1793. Pour les communes de moins de 10 000 habitants, une enquête de recensement portant sur toute la population est réalisée tous les cinq ans, les populations de référence des années intermédiaires étant quant à elles estimées par interpolation ou extrapolation. Pour la commune, le premier recensement exhaustif entrant dans le cadre du nouveau dispositif a été réalisé en 2005.

En 2022, la commune comptait 1 966 habitants, en évolution de +10,2 % par rapport à 2016 (Pas-de-Calais : −0,72 %, France hors Mayotte : +2,11 %).
| 1793 | 1800 | 1806 | 1821 | 1831 | 1836 | 1841 | 1846 | 1851 |
| ---- | ---- | ---- | ---- | ---- | ---- | ---- | ---- | ---- |
| 787  | 816  | 893  | 932  | 880  | 855  | 902  | 858  | 865  |

| 1856 | 1861 | 1866 | 1872 | 1876 | 1881 | 1886 | 1891 | 1896 |
| ---- | ---- | ---- | ---- | ---- | ---- | ---- | ---- | ---- |
| 831  | 826  | 888  | 864  | 847  | 883  | 935  | 942  | 974  |

| 1901  | 1906  | 1911  | 1921 | 1926  | 1931  | 1936  | 1946  | 1954  |
| ----- | ----- | ----- | ---- | ----- | ----- | ----- | ----- | ----- |
| 1 077 | 1 155 | 1 127 | 814  | 1 070 | 1 098 | 1 035 | 1 116 | 1 071 |

| 1962  | 1968  | 1975  | 1982  | 1990  | 1999  | 2005  | 2006  | 2010  |
| ----- | ----- | ----- | ----- | ----- | ----- | ----- | ----- | ----- |
| 1 295 | 1 293 | 1 388 | 1 482 | 1 715 | 1 843 | 1 890 | 1 887 | 1 791 |

| 2015  | 2020  | 2022  | - | - | - | - | - | - |
| ----- | ----- | ----- | - | - | - | - | - | - |
| 1 786 | 1 929 | 1 966 | - | - | - | - | - | - |

#### Pyramide des âges
En 2018, le taux de personnes d'un âge inférieur à 30 ans s'élève à 29,6 %, soit en dessous de la moyenne départementale (36,7 %). À l'inverse, le taux de personnes d'âge supérieur à 60 ans est de 31,7 % la même année, alors qu'il est de 24,9 % au niveau départemental.
En 2018, la commune comptait 845 hommes pour 979 femmes, soit un taux de 53,67 % de femmes, largement supérieur au taux départemental (51,5 %).
Les pyramides des âges de la commune et du département s'établissent comme suit.
| Hommes | Classe d’âge | Femmes |
| ------ | ------------ | ------ |
| 0,8    | 90 ou +      | 4,2    |
| 8,2    | 75-89 ans    | 12,0   |
| 19,8   | 60-74 ans    | 18,0   |
| 22,8   | 45-59 ans    | 19,5   |
| 18,2   | 30-44 ans    | 17,3   |
| 14,3   | 15-29 ans    | 11,4   |
| 16,0   | 0-14 ans     | 17,6   |

| Hommes | Classe d’âge | Femmes |
| ------ | ------------ | ------ |
| 0,5    | 90 ou +      | 1,6    |
| 5,6    | 75-89 ans    | 8,9    |
| 16,7   | 60-74 ans    | 18,1   |
| 20,2   | 45-59 ans    | 19,2   |
| 18,9   | 30-44 ans    | 18,1   |
| 18,2   | 15-29 ans    | 16,2   |
| 19,9   | 0-14 ans     | 17,9   |

## Culture locale et patrimoine

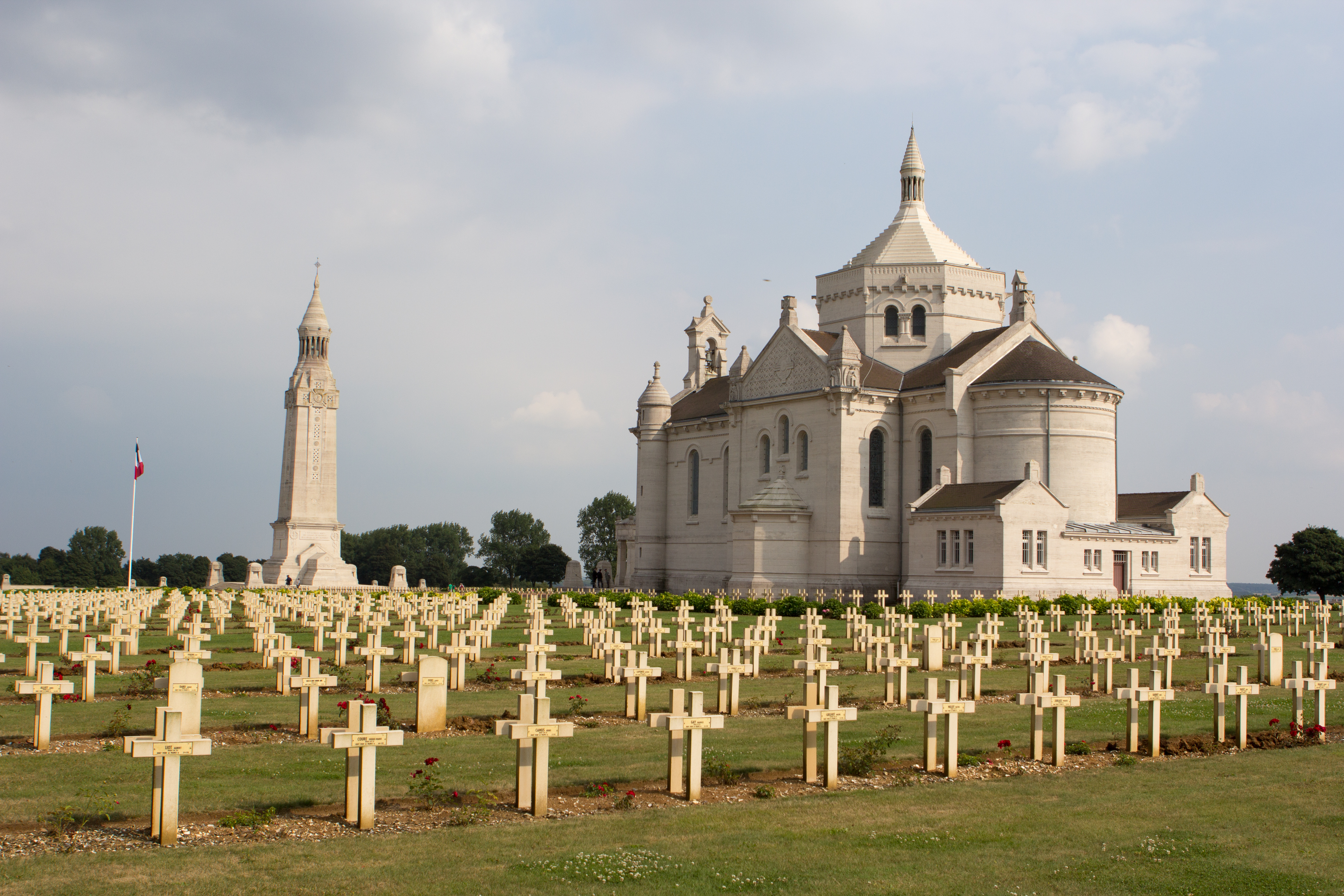
Une vue de la nécropole, de la basilique et de la tour-lanterne.

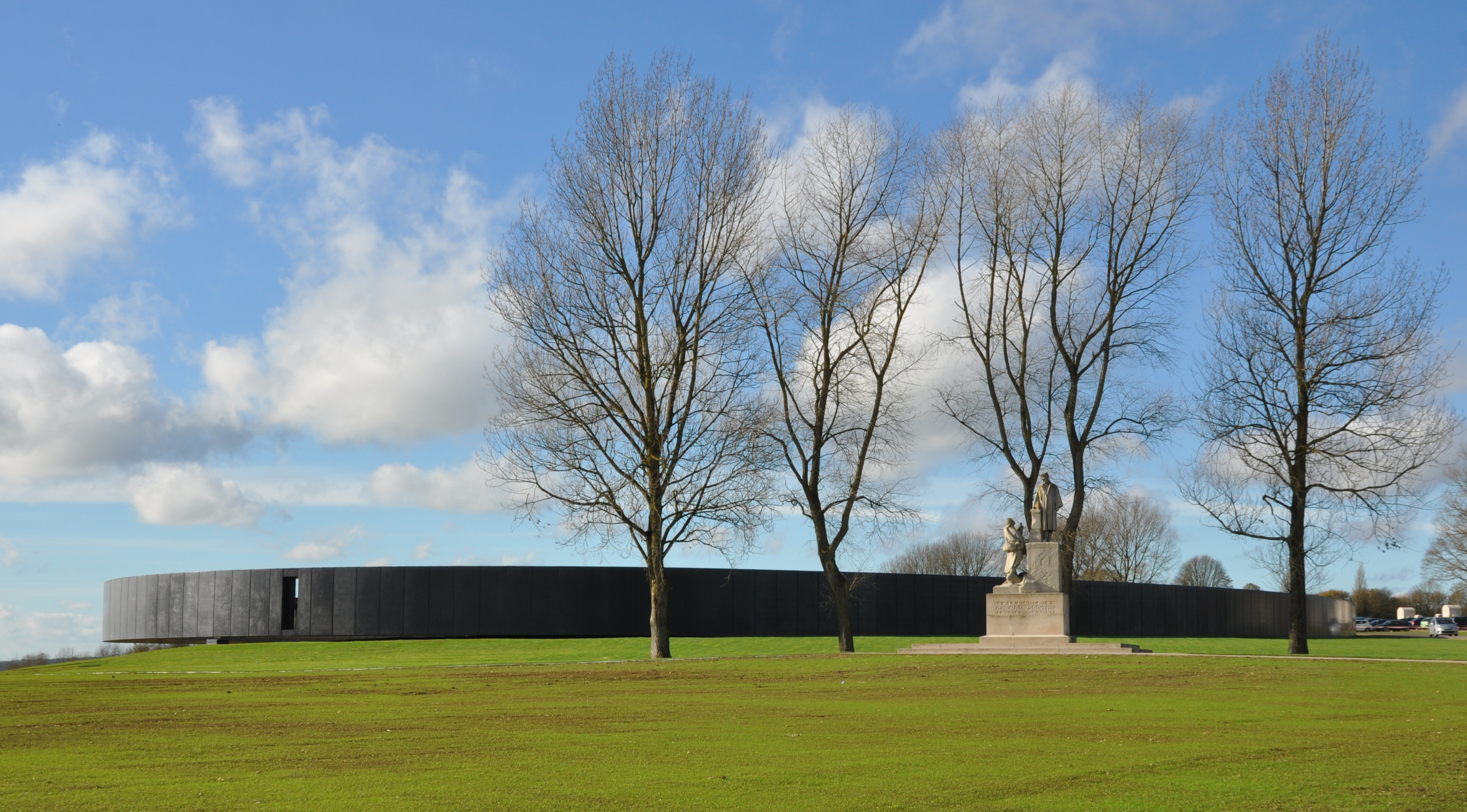
L'Anneau de la Mémoire.

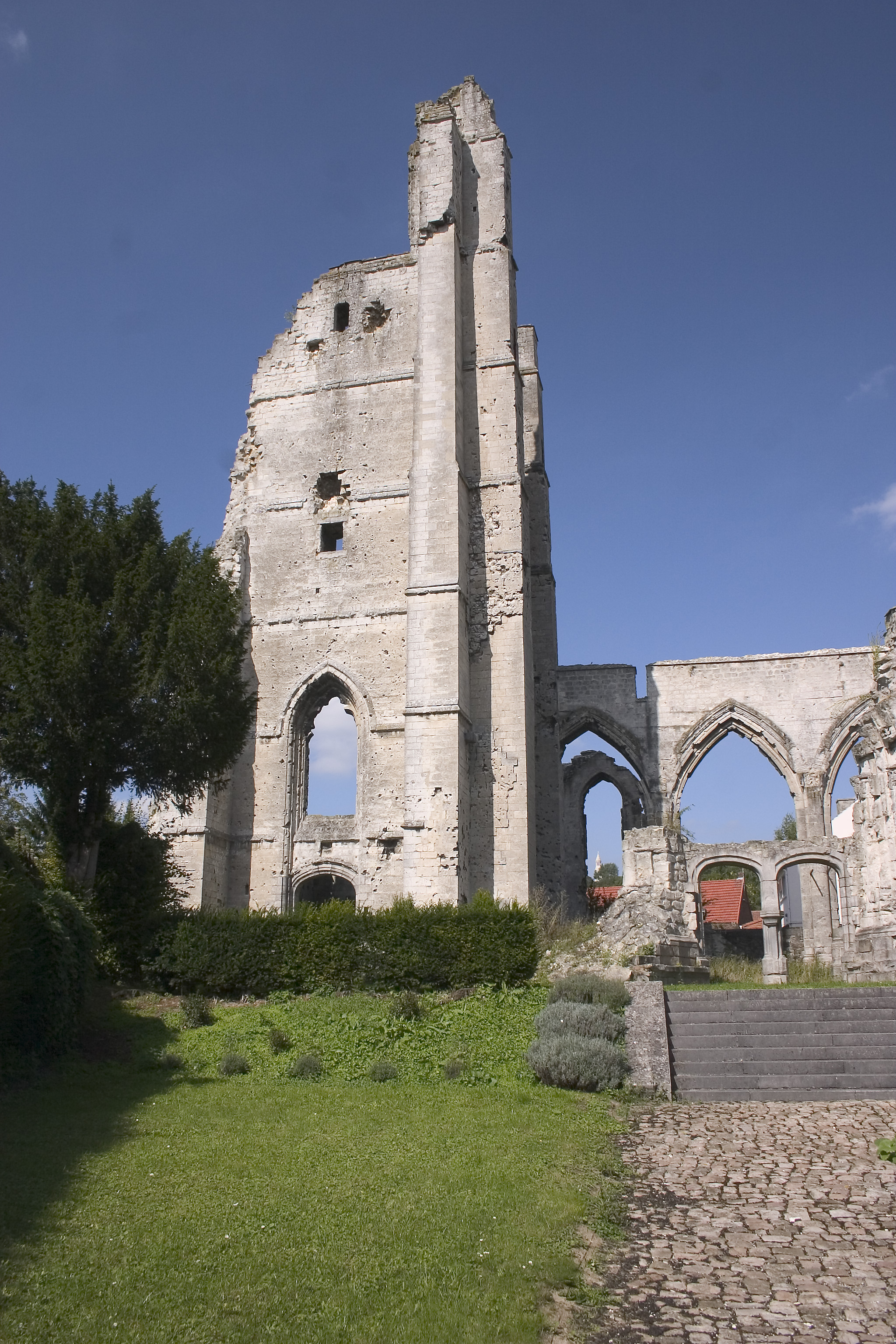
Les ruines de l'église d'Ablain.

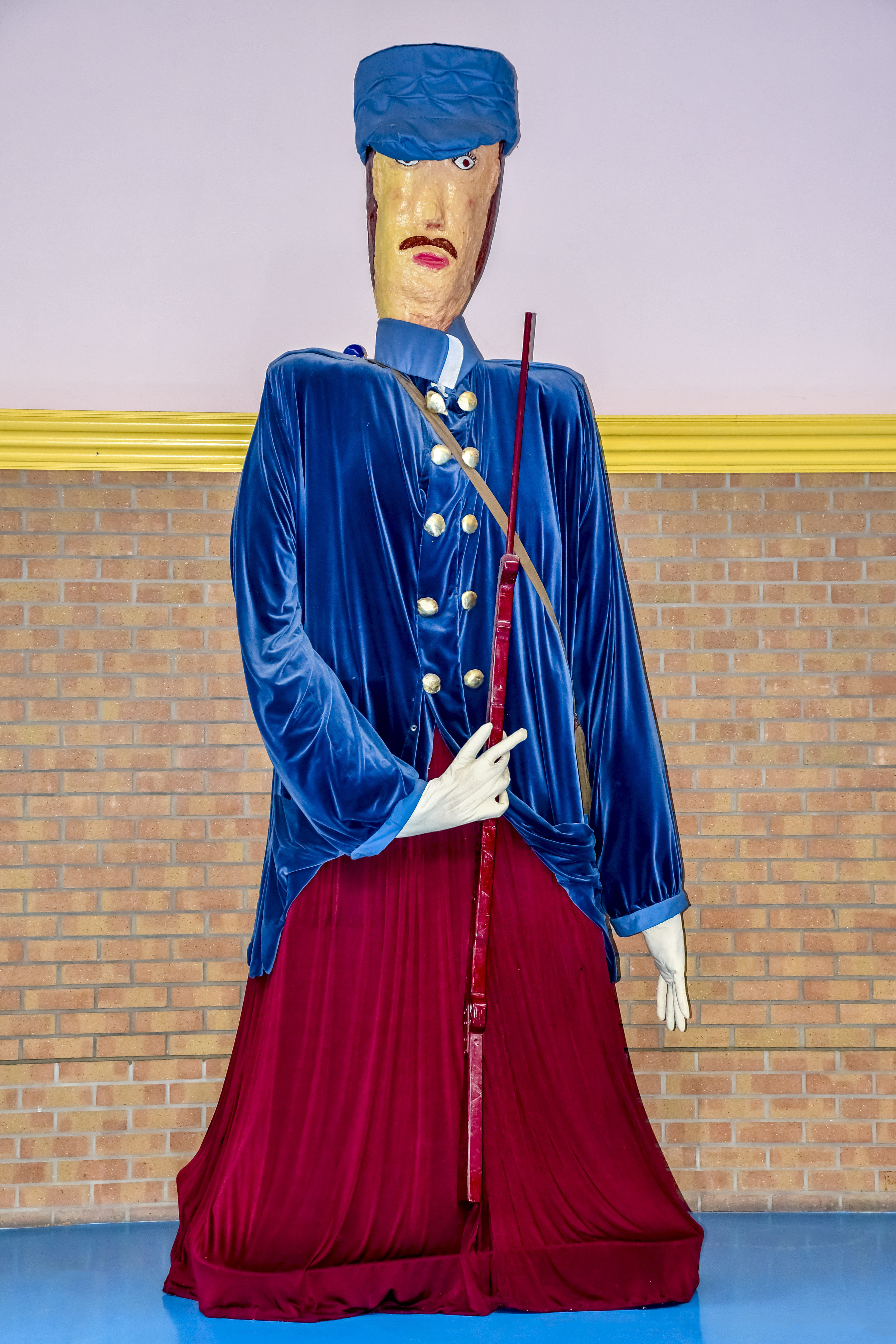
Le géant Justin le Poilu.

### Lieux et monuments
- Le cimetière britannique de la Sucrerie d'Ablain-Saint-Nazaire.
- Le monument aux morts[38].
- Motte castrale. Le donjon, déjà cité en ruine au XVIIe siècle, a disparu pendant la Grande Guerre[39].

#### La nécropole nationale de Notre-Dame-de-Lorette
Inaugurée en 1925, la nécropole nationale de Notre-Dame-de-Lorette commémore les milliers de combattants morts sur la colline de Lorette entre octobre 1914 et septembre 1915 ; elle comporte :
- un cimetière militaire où 40 058 corps reposent dans des tombes individuelles et dans huit ossuaires ;
- une « tour-lanterne », d'une hauteur de 52 m ;
- une « chapelle-basilique », de type romano-byzantin, de 46 m de longueur et de 14 m de largeur.

#### L'anneau de la Mémoire
L'Anneau de la Mémoire inauguré le 11 novembre 2014. Mémorial sur lequel sont gravés les noms de 579 620 soldats de toutes les nationalités morts en Flandre française et en Artois entre 1914 et 1918.
Sur ce site se trouve le jardin de la paix français « Promenade en sous-bois, lumières et transparences », réalisé en 2020, proche de l’Anneau de la Mémoire.

#### Le Musée vivant de la Première Guerre mondiale
Au nord-ouest de la nécropole, un petit musée présente 3 000 pièces de collection liés à la Première Guerre mondiale et des reconstitutions de la vie quotidienne des soldats dans les abris souterrains.
À l'extérieur, un champ de bataille, sur 3 ha, avec plus de 1 000 m de tranchées rouvertes sur les emplacements d'origine dotées de canons, mitrailleuses, barbelés et obus, permet de rendre compte des conditions de combat.

#### La vieille église
L'église d'Ablain a été construite au XVIe siècle par Charles de Bourbon-Carency. Elle est classée au titre des monuments historiques par arrêté du 20 juillet 1908, soit peu avant sa destruction au cours des combats de 1915 ; ses ruines sont conservées en l'état au pied de la colline et aucun projet de reconstruction ne semble vouloir les réanimer.

### Patrimoine culturel
La commune possède son géant : Justin le Poilu, un soldat de la Première Guerre mondiale inauguré le samedi 13 juin 2015. Ce géant, réalisation artisanale, est visible dans la salle du village. 

### La commune dans les arts
L'artiste peintre Gyrth Russell (en) réalise, pendant la Première Guerre mondiale, en 1918, une œuvre représentant les ruines de l'église d'Ablain.

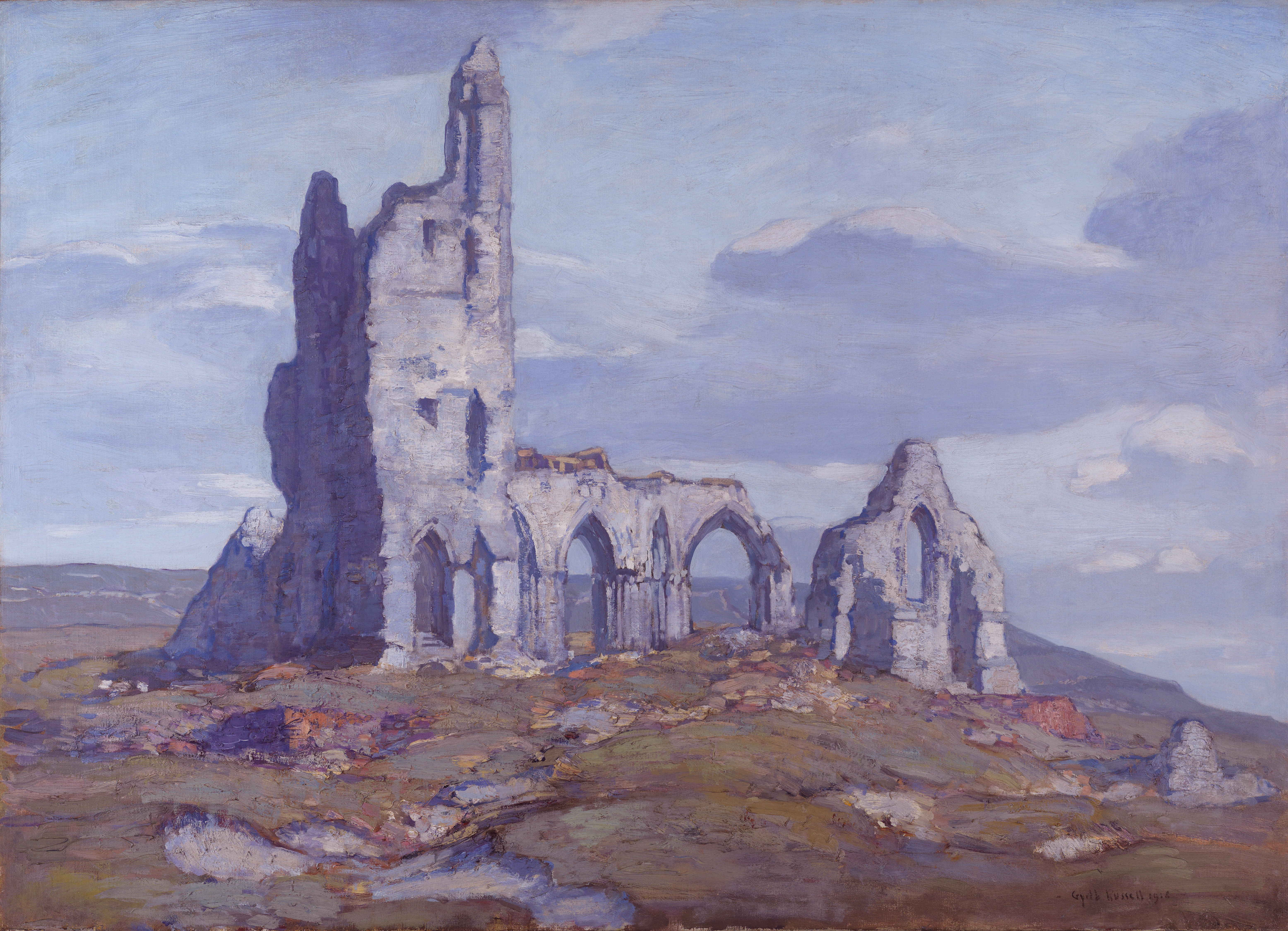
Les ruines de l'église d'Ablain.

La commune est citée dans La Nuit de mai, un poème écrit par Louis Aragon issu de son recueil Les Yeux d'Elsa paru en 1942.

### Personnalités liées à la commune
- François Flameng, peintre officiel de l'armée, réalise de nombreux croquis et dessins des tragiques événements qui se déroulent ici, pendant la Grande Guerre et qui paraissent dans la revue L'Illustration.

### Héraldique
| Blason de Ablain-Saint-Nazaire | Blason  | Parti mi coupé à senestre : au 1, de sinople à quatre burelles ondées de sable, celle en pointe alaisée ; au 2, d'azur à une tour lanterne du lieu terrassée d'or brochante sur un besant d'argent rayonnant au niveau de la lanterne; au 3, d'azur au cimetière militaire (de 12 croix hautes en trois rangs en perspective) sur terrasse de sinople . |
| Blason de Ablain-Saint-Nazaire | Détails | * Il y a là non-respect de la règle de contrariété des couleurs : ces armes sont fautives (sable sur sinople et sinople sur azur). Blason sur le site de la commune, 2011. |

## Pour approfondir